# La sposina
La sposina è un film italiano del 1976 diretto da Sergio Bergonzelli.

## Trama
Una commessa di un negozio di dischi si innamora di un giovane scrittore, che ama la musica classica ma non riesce a rintracciare un editore che pubblichi il suo primo romanzo. La ragazza decide di sposarlo ma, durante la prima notte di nozze, s'accorge che è impotente. Per niente scoraggiata, lei ricorre a libri di sessuologia per risvegliare le doti virili del marito. Forzata dalle ristrettezze improvvisamente piombatele, finisce a letto col proprietario del negozio di dischi, quindi una volta licenziata è costretta a cedere alle voglie di un editore per permettere la pubblicazione del libro del marito, che ottiene finalmente successo. Però i problemi sessuali del giovane non sono risolti e la moglie ricorre alla gelosia: flirta con un cognato, poi con un vecchio amico e infine ancora con l'editore. Quindi divulga persino la falsa notizia di un'imminente maternità e in tal modo acconsente ad avere un rapporto sessuale col fratello del marito; quest'ultimo, dapprima consenziente ed evidentemente frustrato, riesce ad avere un moto di gelosia, che risveglia finalmente la sua virilità.

## Commento
È il primo film girato in esterni a Pescara da Sergio Bergonzelli: il secondo sarà Taxi Love, servizio per signora. Presentato alla Commissione di Revisione Cinematografica, ottiene il visto di censura n. 68499 del 19 maggio 1976. Venne proiettato in Spagna il 29 aprile 1979 con il titolo La casada y el impotiente
Nell'archivio storico del quotidiano La Stampa di Torino ci sono recensioni, ma soltanto il flano del film, come prova della sua proiezione nel capoluogo piemontese il 28 maggio 1976, con la dicitura «Eroticomico e incredibile! Ha fatto ridere i censori che hanno rinunciato a "tagliare", quindi La sposina è in libera circolazione!»